# 趙參魯
趙參魯（1537年—1609年），字宗傳，號心堂，浙江鄞縣（今宁波）人，明朝政治人物，進士出身。

## 生平
嘉靖三十七年（1558年）戊午科浙江鄉試第六十名。隆慶五年（1571年）登辛未科會試第九十名，二甲第十五名進士。選庶吉士，万历元年（1573年）五月授戶科給事中，二年（1574年）十二月因弹劾凶监张进，被降五级，贬職為高安典史。萬曆五年（1577年）遷饒州府推官，五年三月擢福建提學僉事，七年八月以亲老及自身患病，乞致仕。
張居正死後，經御史孫繼先舉薦，萬曆十一年（1583年）恢復官職，二月復除福建提学佥事，十一月升南京光禄寺少卿，十三年八月入为太仆寺少卿，十四年七月改任通政司右通政，十五年进左通政，十二月升南京太常寺卿。
萬曆十七年（1589年），以右副都御史任福建巡撫，期間嚴申海禁，捕殺與倭寇勾結的商人。十九年升遷大理寺卿，二十年正月升刑部右侍郎，三月进為刑部左侍郎，二十一年正月改兵部左侍郎，十二月改吏部左侍郎。二十二年六月吏部尚书陈有年称病乞休，由赵参鲁署吏部印，八月升南京刑部尚書，三十一年十一月六年考满，加太子少保，三十五年三月累加太子太保。三十七年三月卒，与祭九坛造葬，謚端簡，贈少保。

## 家族
曾祖趙公英；祖父趙瑞；父趙龍（1506年-1580年），原名趙君用，字雲從，號目峰，懷寧縣儒學訓導。母孫氏（1511年-1553年）；繼母朱氏（1518年-1580年）。具庆下。

## 延伸阅读
[在维基数据编辑]
 《明史卷二百二十一》，出自《明史》